# Кэмпбелл, Джон, 1-й граф Лаудон
Джон Кэмпбелл (англ. John Campbell; 1598—1662), 1-й граф Лаудон (с 1637 года) — крупный шотландский политический деятель, один из инициаторов ковенантского движения и канцлер Шотландии в 1641—1660 годах.

## Биография
Джон Кэмпбелл Лаудонский происходил из боковой линии дворянского рода Кэмпбеллов, глава которого носил титул графа Аргайла. Политика короля Карла I по ограничению могущества шотландской аристократии и усиление власти епископов в 1630-е годы привели Джона Кэмпбелла в ряды дворянской оппозиции королю. Уже на парламенте 1633 года Кэмпбелл примкнул к партии недовольных, пытавшихся убедить короля отказаться от церковных реформ и «восстановить» права и привилегии шотландского парламента. Рассерженный Карл I в ответ отказал Кэмпбеллу в возведении его в графское достоинство, несмотря на то, что соответствующий патент уже прошёл канцелярию короля (лишь в 1637 году Джон наконец получил титул графа Лаудона).
Это не остановило Кэмпбелла и он стал одним из тайных организаторов мятежа в Эдинбурге 23 июля 1637 года, который быстро перерос в общенациональное восстание. Вместе с Роутсом, Балмерино и Хендерсоном, Лаудон стоял у истоков ковенантского движения и принял участие в редактировании «Национального Ковенанта 1638 года». Вскоре вся Шотландия объединилась против короля и его церковных реформ. В 1639—1640 годах шотландцы одержали победу над королевскими войсками в «Епископских войнах» и добились утверждения в Шотландии парламентарной монархии. Королевская власть была существенно ограничена, епископальное устройство ликвидировано. Лаудон принимал самое активное участие в этих событиях: так в 1639 году возглавляемый им отряд захватил королевский замок Танталлон, а в 1640 году граф обратился за помощью к Франции, что привело к аресту Лаудона.
Во время визита Карла I в Шотландию в 1641 году Лаудон был освобождён под давлением Гамильтона. Более того, король был вынужден признать завоевания ковенантеров и назначить Лаудона канцлером Шотландии. В этот период Кэмпбелл сблизился с ультра-протестантским крылом движения во главе с Аргайлом. После начала гражданской войны в Англии Лаудон поддержал стремление радикалов вступить в войну на стороне английского парламента, желая добиться утверждения пресвитерианства в качестве государственной религии Англии. Канцлер встретил сопротивление со стороны умеренных ковенантеров и роялистов во главе с Гамильтоном, которому удалось добиться преобладания в Тайном совете Шотландии. Однако генеральная ассамблея шотландской церкви поддержада идею интервенции. Уже весной 1643 года во время переговоров канцлера с королём в Оксфорде Лаудон пригрозил последнему вступлением Шотландии в войну в случае, если Карл I не обеспечит пресвитерианских реформ в Англии.
Лаудон поддержал принятие осенью 1643 года «Торжественной лиги и Ковенанта», оформившей союз Шотландии и английского парламента, и в начале 1644 года прибыл в Лондон для переговоров о церковной унификации двух британских государств и порядке оказания военной помощи английскому парламенту. Однако развитие революции и установление в Англии к концу 1647 года всевластия армии и «индепедентов», отрицательно относящихся к пресвитерианским реформам и монархии вообще, заставили Лаудона пойти на сближение с королём. 27 декабря 1647 года Лаудон, Ланарк и Лодердейл, представляющие правительство Шотландии, заключили с Карлом I Карисбрукский договор, более известный под названием «Ингейджмент», в соответствии с которым шотландцы обязались оказать поддержку королю, в том числе и путём военной интервенции, взамен на установление в Англии пресвитерианства.
«Ингейджмент» был поддержан большей частью шотландского общества, обеспокоенного скатыванием Англии к республиканизму, и был одобрен парламентом Шотландии. Но генеральная ассамблея, в которой доминировали радикалы, резко осудила уступки королю. 19 августа 1648 года шотландские войска были разбиты английской армией в битве при Престоне, а восстание ультра-протестантов в Айршире свергло правление «ингейджеров». Лаудон, однако, сохранил свой пост канцлера в новом правительстве Аргайла, успев перейти на сторону радикалов. В дальнейшем Лаудон участвовал в чистке государственного аппарата Шотландии и изгнании из него сторонников примирения с королём, боролся с Монтрозом и поддержал его казнь в 1650 году. Высадка в Шотландии Карла II в 1650 году вновь заставила Лаудона сменить политический лагерь: канцлер вошёл в состав правительства молодого короля и участвовал в его неудачной войне с Кромвелем. В 1651 году Шотландия была оккупирована английскими войсками и на долгие годы оказалась подчинена режиму Кромвеля. Лаудон был исключён из Акта об амнистии (1654) из-за его сотрудничества с Карлом II и перестал играть существенную роль в шотландской политике.
Лаудон скончался вскоре после Реставрации Стюартов, в 1662 году. К этому времени благосостояние графа сильно ухудшилось, его имения в Шотландии были заложены и перезаложены. В результате его сын и наследник оказался обладателем пустого титула и вынужден был эмигрировать из страны.

## Семья
В 1620 году Джон Кэмпбелл женился на Маргарет Кэмпбелл, 2-й баронессе Кэмпбелл из Лаудона, старшей дочери Джорджа Кэмпбелла, мастера Лаудона. Их дети:
- Джеймс Кэмпбелл, 2-й граф Лаудон (? — 1684), преемник отца.
- Леди Маргарет Кэмпбелл (? — декабрь 1665), в 1649 году она вышла замуж за Джона Элфинстоуна, 3-го лорда Балмерино
- Леди Джин Кэмпбелл (1625 — 30 июля 1703), она вышла замуж за Джорджа Моула, 2-го графа Панмюра.